# Crush (programa de televisión)
Crush (también conocido como Crush: La pasta te aplasta) fue un concurso de televisión español presentado por Juanma López Iturriaga y producido por Mediapro y Phileas Productions para La 1. Se emitió entre el 13 de julio y el 7 de septiembre de 2018.

## Mecánica
En Crush, cada semana compiten dos equipos, de cuatro miembros cada uno. Cada equipo se enfrentará a cuatro preguntas, buscando las respuestas correctas y tratando de evitar las erróneas. De lo contrario, los concursantes posicionados en las respuestas incorrectas serán aplastados por cajas fuertes de tamaño XXXL.
Uno de los elementos innovadores del programa incluye el "Limbo", una zona del plató del programa donde se encuentran los concursantes "aplastados" por las cajas, animando a sus compañeros restantes. También se puede ver ahí el estado de los concursantes tras la caída de la caja. 

## Historia
El formato fue presentado en septiembre de 2017 en el MIPCOM, donde recibió buena acogida, generando interés en países como Francia, Alemania, Italia y Estados Unidos. El 6 de julio de 2018, se anunció que el programa se estrenaría el 13 de julio de 2018.
Junto a España se han realizado versiones en Vietnam (2020), México y Estados Unidos (2024). 

## Programas y audiencias
| Programa | Fecha                   | Concursantes                                               | Concursantes                                                | Audiencia      |
| Programa | Fecha                   | Equipo azul                                                | Equipo morado                                               | Audiencia      |
| -------- | ----------------------- | ---------------------------------------------------------- | ----------------------------------------------------------- | -------------- |
| 1        | 13 de julio de 2018     | Natalia, Silvia, Mariló y Pepe Famoso: Joaquín Reyes       | Di, Cris, Sara y Nerea Famoso: Goyo Jiménez                 | 872 000 (7,3%) |
| 2        | 20 de julio de 2018     | Kris, María, Ana y Clara Famoso: Cayetana Guillén Cuervo   | Maritxu, César, Nuri e Irene Famoso: Anabel Alonso          | 830 000 (7,6%) |
| 3        | 27 de julio de 2018     | David, Chechu, Miriam y Sergio Famoso: Edu Soto            | Patricia, Cecilia, Rafa e Irene Famoso: Secun de la Rosa    | 719 000 (6,8%) |
| 4        | 3 de agosto de 2018     | Santiago, Aure, Ana y Mª Ignacia Famoso: Bibiana Fernández | Luis, Siscu, Francisco y Jordi Famoso: Mario Vaquerizo      | 634 000 (6,1%) |
| 5        | 10 de agosto de 2018    | Ester, Alba, Arantxa y Sara Famoso: Adriana Abenia         | Alejandro, Javi, Edu y Álex Famoso: Llum Barrera            | 687 000 (6,1%) |
| 6        | 17 de agosto de 2018    | Manuel, Ana, Luis y Javier Famoso: Carlos Baute            | Gabi, Luigy, Raquel y Mauri Famoso: Blas Cantó              | 624 000 (6,0%) |
| 7        | 24 de agosto de 2018    | Belén, Mamen, Tere y Ana Famoso: Miki Nadal                | Miguel, Aitor, Richard y Jesús Manuel Famoso: Elena Furiase | 465 000 (5,5%) |
| 8        | 31 de agosto de 2018    | Maulyo, Manolo, Raquel y Nico Famoso: Santiago Segura      | José, Gemma, Daniel y Joan Famoso: Melody                   | 617 000 (6,5%) |
| 9        | 7 de septiembre de 2018 | José, Sergio, José Manuel y Emilio Famoso: Lorena Castell  | Judith, Ane, Susana y Ana Belén Famoso: Sara Escudero       | 482 000 (4,9%) |
| 10       | 7 de septiembre de 2018 | Rosalía, Puri, Inma y Sussy Famoso: Gemma Mengual          | Lola, Filipe, Nuria y Víctor Famoso: Chema Martínez         | 314 000 (5,2%) |

## Audiencia media
| Edición                           | Fechas de emisión                             | Espectadores | Cuota |
| --------------------------------- | --------------------------------------------- | ------------ | ----- |
| Crush: La pasta te aplasta (2018) | 13 de julio de 2018 — 7 de septiembre de 2018 | 624.000      | 6,2%  |